# Diocèse de Magdebourg
Le diocèse de Magdebourg (en latin : Dioecesis Magdeburgensis) est un diocèse de l'Église catholique en Allemagne, dont les frontières coïncident à peu près avec celles du Land de Saxe-Anhalt. Il a son siège à la cathédrale Saint-Sébastien de Magdebourg, et est suffragant de l'archidiocèse de Paderborn, à partir duquel il a été créé en 1994.
Le diocèse actuel s'inscrit dans la tradition de l'archevêché de Magdebourg qui est dissout à la suite des traités de Westphalie, du décès du dernier administrateur Auguste de Saxe-Weissenfels en 1680. Depuis le 23 février 2005, l'évêque du diocèse est Gerhard Feige.

## Histoire

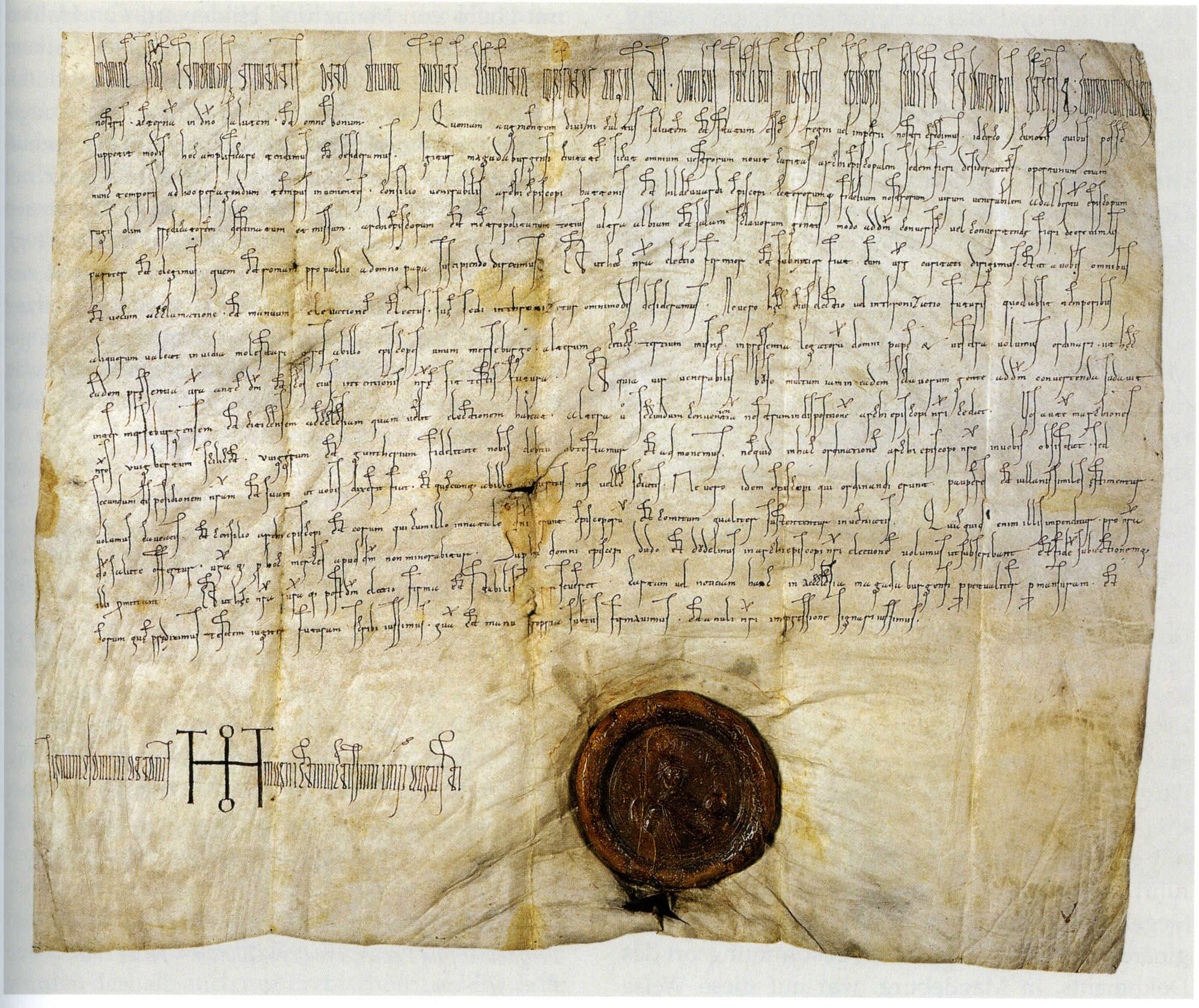
Dation du titre d'archevêché, 968.

L'archidiocèse de Magdebourg est apparu au Xe siècle, dans le cadre de la colonisation germanique des territoires slaves à l'est du Saint Empire romain germanique. Lors du synode de Ravenne en 967, l'empereur Otton Ier obtient du pape Jean XIII que Magdebourg soit érigé en archevêché afin d'y former les missionnaires latins vers les pays des « Wendes » au-delà de l'Elbe, sous la protection de saint Maurice. L'archidiocèse a été créé sur les terrains des diocèses saxons de Halberstadt et de Mersebourg. Le 18 octobre 968, après une longue résistance notamment de la part de l'archevêque Guillaume de Mayence, l'ecclésiastique Adalbert, abbé de Wissembourg, devient le premier archévêque titulaire du diocèse de Magdebourg avec le consentement du pape et de l'empereur. 
La province ecclésiastique de Magdebourg avait pour suffragants les diocèses de Brandebourg, de Havelberg, de Zeitz, de Mersebourg et de Misnie couvrant les territoires de la marche de l'Est saxonne. Les archevêques portent le titre de primat de Germanie (Primas Germaniae) ; l'impressionnante cathédrale de Magdebourg témoigne de l'importance de l'archevêché. Au XIIe siècle, les archevêques qui relevaient de l'ancien duché de Saxe, obtinrent l'immédiateté impériale comme seigneurs temporels d'une principauté épiscopale (Erzstift). En 1478, la ville de Halle se rend aux troupes de l'archevêque Ernest II de Wettin, devenant la résidence préférée de ses successeurs.

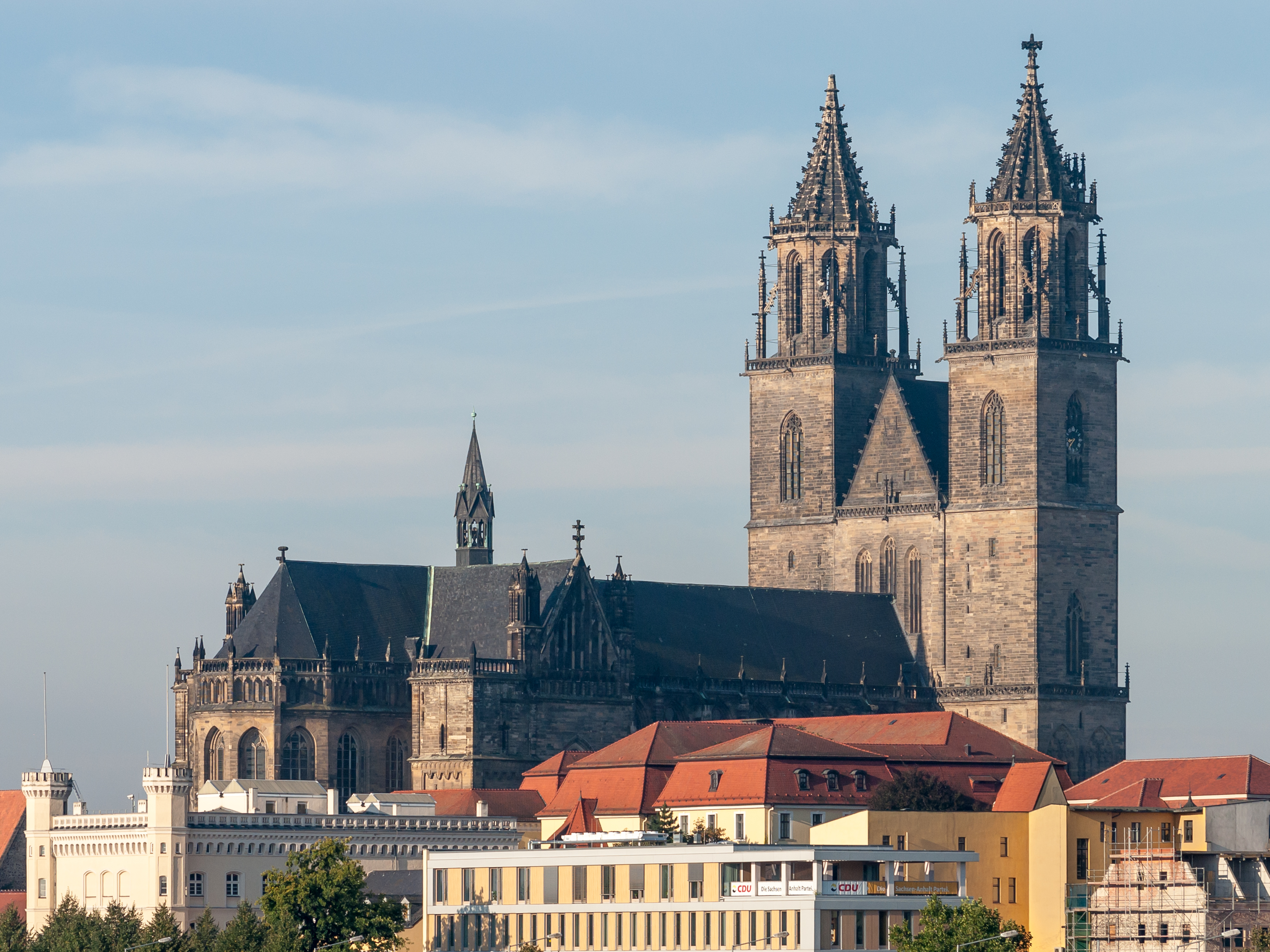
La cathédrale de Magdebourg.

Néanmoins, Magdebourg a été mis de plus en plus sous pression de ses puissants voisins, l'électorat de Saxe et le margraviat de Brandebourg. Pendant la réforme protestante, la plupart des citoyens se convertissent à la confession luthérienne et la principauté archiépiscopale a été gouvernée par des administrateurs protestants à partir de 1566. Pendant la guerre de Trente Ans, l'archiduc Léopold-Guillaume de Habsbourg a essayé de nouveau à imposer la Contre-Réforme ; toutefois, selon les dispositions des traités de Westphalie conclus en 1648, l'archevêché fut sécularisé en tant que duché de Magdebourg, un fief des électeurs de Brandebourg, avec effet en 1680.
En 1821, par la bulle De salute animarum, le pape Pie VII a accordé la plus grande partie de l'ancien archevêché au diocèse de Paderborn. Les prévôts de l'église Saint-Sébastien à Magdebourg ont reçu le titre de « commissaire épiscopal ». Après la Seconde Guerre mondiale, la frontière interallemande sépare Magdebourg de Paderborn et les autorités de la République démocratique allemande ont considérablement compliqué l'administration ecclésiastique du territoire. En 1973, l'office d'un administrateur apostolique fut créé, occupé par un évêque auxiliaire. Finalement, par une constitution apostolique du pape Jean-Paul II, avec effet au 8 juillet 1994, Magdebourg a été érigé en diocèse autonome. 

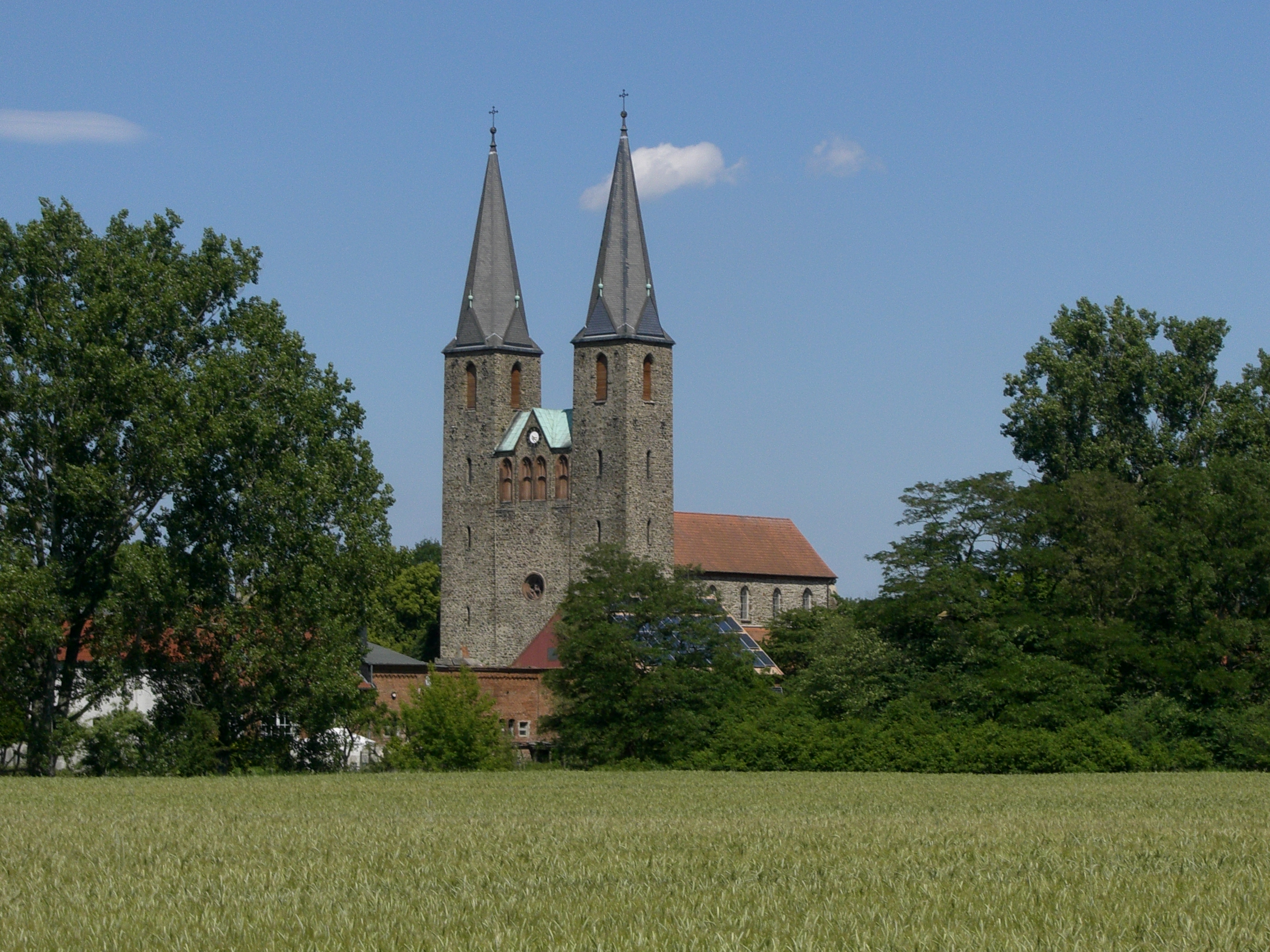
L'église de l'abbaye de Hillersleben fondée en 1022 par l'archevêque Geron de Magdebourg.
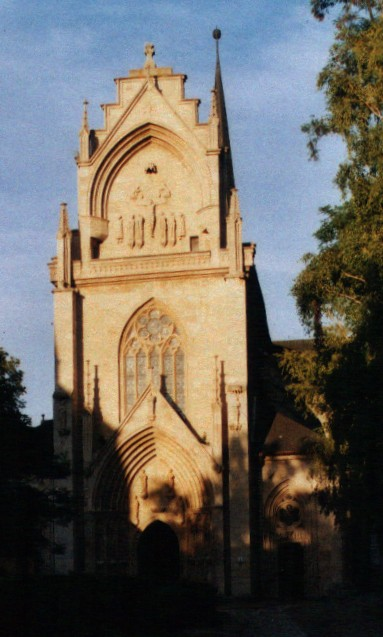
L'abbaye de Pforta.
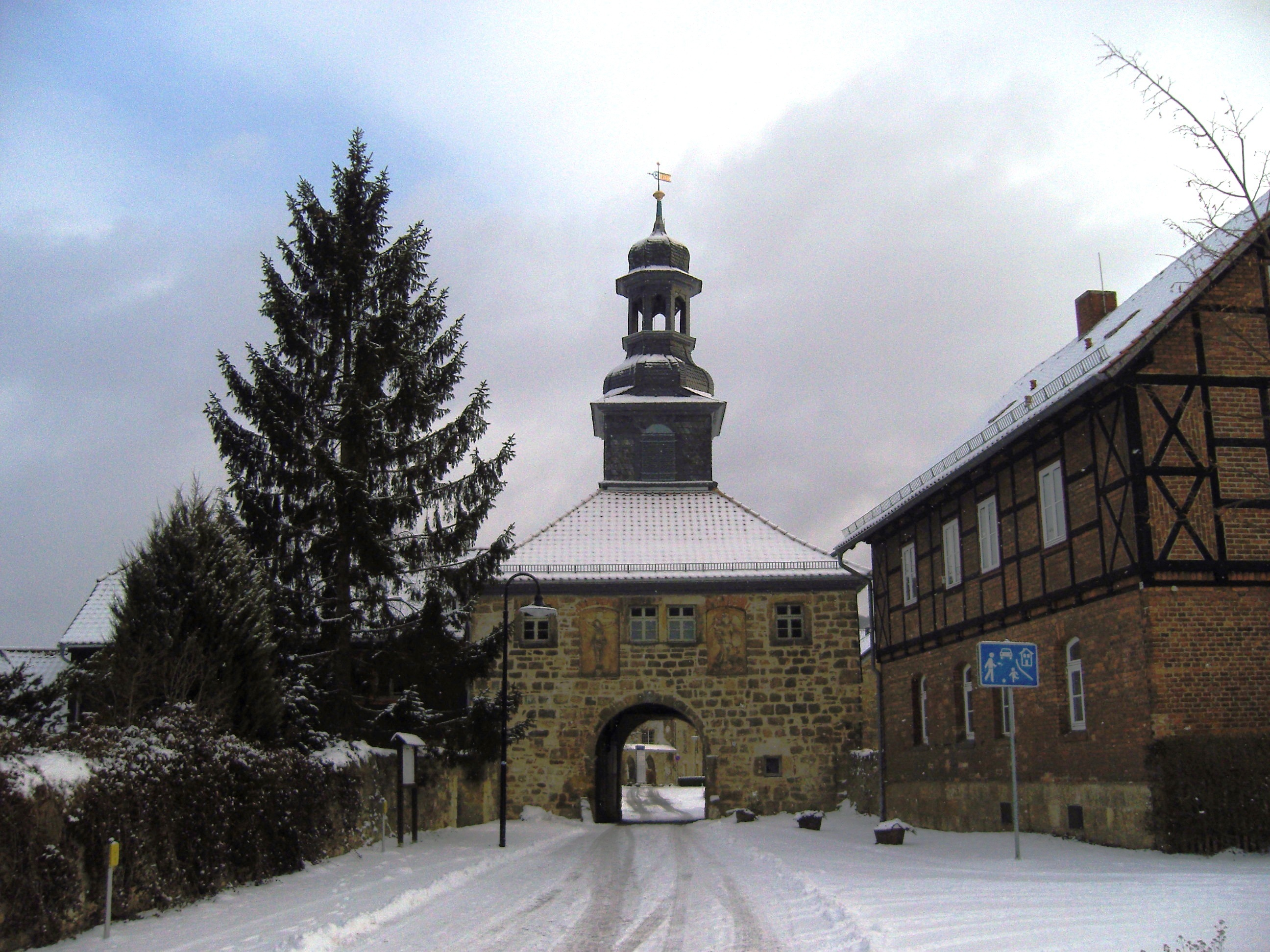
Portail de l'abbaye de Michaelstein.

## Les évêques de Magdebourg
- Leo Nowak 8 juillet 1994 – 17 mars 2004 ;
- Gerhard Feige, depuis le 23 février 2005.